# Het Grasmat
Het Grasmat was een schaakvereniging in Amsterdam met een alternatief/progressief imago. De club werd in 1987 opgericht door leden van de voetbalvereniging AFC TABA uit Watergraafsmeer. In 2017 hield de club op te bestaan na een fusie met ENPS. 

## Geschiedenis
Het Grasmat ontstond uit de voetbalvereniging AFC TABA. Voetballers van die club gingen na afloop van hun wedstrijd of training regelmatig een potje schaken. In 1987 is hieruit een schaakvereniging ontstaan. De combinatie voetbal-schaken komt terug in de naam van de vereniging: Het Grasmat, een samenkomst van grasmat (zoals het voetbalveld ook werd genoemd) en schaakmat. Het Grasmat speelde in de kantine van AFC TABA op Sportpark Drieburg.
Het Grasmat onderscheidde zich van de klassieke schaakverenigingen in een aantal opzichten:
- Waar bij andere verenigingen de partijen in absolute stilte worden gespeeld; draaide men bij Het Grasmat muziek (pop of klassiek) op de achtergrond;
- Praten was tijdens de schaakpartij toegestaan;
- Het was toegestaan tijdens de partij te roken en te drinken.[2]
- Het was zelfs toegestaan om drugs te gebruiken tijdens het schaken. Een verslaggever van Het Parool maakte in 1995 een sfeerverslag van een verenigingsavond bij Het Grasmat en meldde dat de helft van de schakers van Het Grasmat "zo stoned als een gummetje" was.[3]
- Leden van Het Grasmat konden aan het begin van de avond een maaltijd nuttigen tegen lage kosten.
- De clubavond kende geen eindtijd. Het kwam regelmatig voor dat Grasmat-leden tot in de vroege ochtend aan het schaken waren.

De alternatieve vereniging wist snel veel nieuwe leden aan te trekken. De club groeide zelfs zo hard dat begin jaren 90 een ledenstop werd geïntroduceerd.
Niet lang na de oprichting meldde Het Grasmat zich aan voor de SGA-competitie, waar de club in de onderste divisie moest beginnen. In acht jaar tijd werden zes promoties gerealiseerd. In het seizoen 1994/95 werd de club kampioen in de Promotieklasse van de SGA en vanaf het seizoen 1995/96 mocht de club aantreden in de landelijke KNSB-competitie (Derde Klasse). Met onder meer Rolf Schreuder en Hans Willem Capel in de gelederen werd in het seizoen 1998/99 het kampioenschap in de Derde Klasse veilig gesteld en steeg de club naar de Tweede Klasse. Het verblijf op dat niveau bleef beperkt tot twee seizoenen; toen de club op een degradatieplaats eindigde keerde de club vrijwillig terug naar de SGA-competitie. De sterkste spelers hadden de club toen al verlaten.

### Achteruitgang
Vanaf rond de eeuwwisseling ging de club langzaam achteruit. Er ontstonden conflicten binnen de vereniging. Zo was het overmatig drank- en drugsgebruik sommige leden een doorn in het oog. Daarnaast ontstonden er meningsverschillen over de muziek. Ook de verhoudingen met SV TABA stonden op scherp. De voetbalclub eiste een hogere financiële bijdrage van Het Grasmat als vergoeding voor het gebruik van de kantine, en ook het vele gerook van de schakers was tegen het zere been van TABA, zeker na invoering van het rookverbod in 2008.
Na enkele zieltogende jaren ging Het Grasmat in 2017 een fusie aan met ENPS.

## Het Grasmat Open
Het Grasmat was sinds 1990 de organisator van Het Grasmat Open, een weekendschaaktoernooi tijdens Pinksteren. Traditioneel wordt de finale van dit toernooi op de middenstip van het voetbalveld gespeeld. De winnaars ontvingen een kunstwerk van Hans Gritter.
In 2018 heeft ENPS nog een keer het Grasmat Open georganiseerd. Aran Köhler won dat toernooi.

## Overzicht seizoenen eerste team
Het Grasmat heeft zes seizoenen gespeeld in de KNSB-competitie:
| Seizoen | Klasse           | Plaats | MP | BP  | P/D      |
| ------- | ---------------- | ------ | -- | --- | -------- |
| 1995/96 | KNSB 3e Klasse C | 6e     | 9  | 38  | Stabiel  |
| 1996/97 | KNSB 3e Klasse A | 3e     | 12 | 44  | Stabiel  |
| 1997/98 | KNSB 3e Klasse C | 4e     | 11 | 38  | Stabiel  |
| 1998/99 | KNSB 3e Klasse C | 1e     | 13 | 42½ | Gestegen |
| 1999/00 | KNSB 2e Klasse B | 7e     | 7  | 32½ | Stabiel  |
| 2000/01 | KNSB 2e Klasse A | 9e     | 4  | 31½ | Gedaald  |